# Periconodon
Periconodon — рід адапіформних приматів, що жили в Західній Європі на початку середнього еоцену.